# Le Hinglé
Le Hinglé är en kommun i departementet Côtes-d'Armor i regionen Bretagne i nordvästra Frankrike. Kommunen ligger i kantonen Dinan-Ouest som tillhör arrondissementet Dinan. År 2022 hade Le Hinglé 912 invånare.

## Befolkningsutveckling
Antalet invånare i kommunen Le Hinglé
Referens:INSEE